# Acid iotalamic
Axit Iodalamic (cũng là axit iodhalamic ở USAN) và muối của nó (INN Iodhalamates) là một anion hữu cơ chứa iod được sử dụng làm chất chống phóng xạ. Nó có sẵn như natri iodhalamate (Iodhalamate natri) và meglumine iodhalamate (Iodhalmate meglumine). Nó có thể được dùng tiêm tĩnh mạch hoặc vào bàng quang.
Công thức phóng xạ cũng có sẵn dưới dạng tiêm natri iodhalamate I-125 (GLOFIL-125). Nó được chỉ định để đánh giá sự lọc cầu thận trong chẩn đoán hoặc theo dõi bệnh nhân mắc bệnh thận.